# 塞尔克南人

西班牙人殖民前巴塔哥尼亞南部的原住民族分布

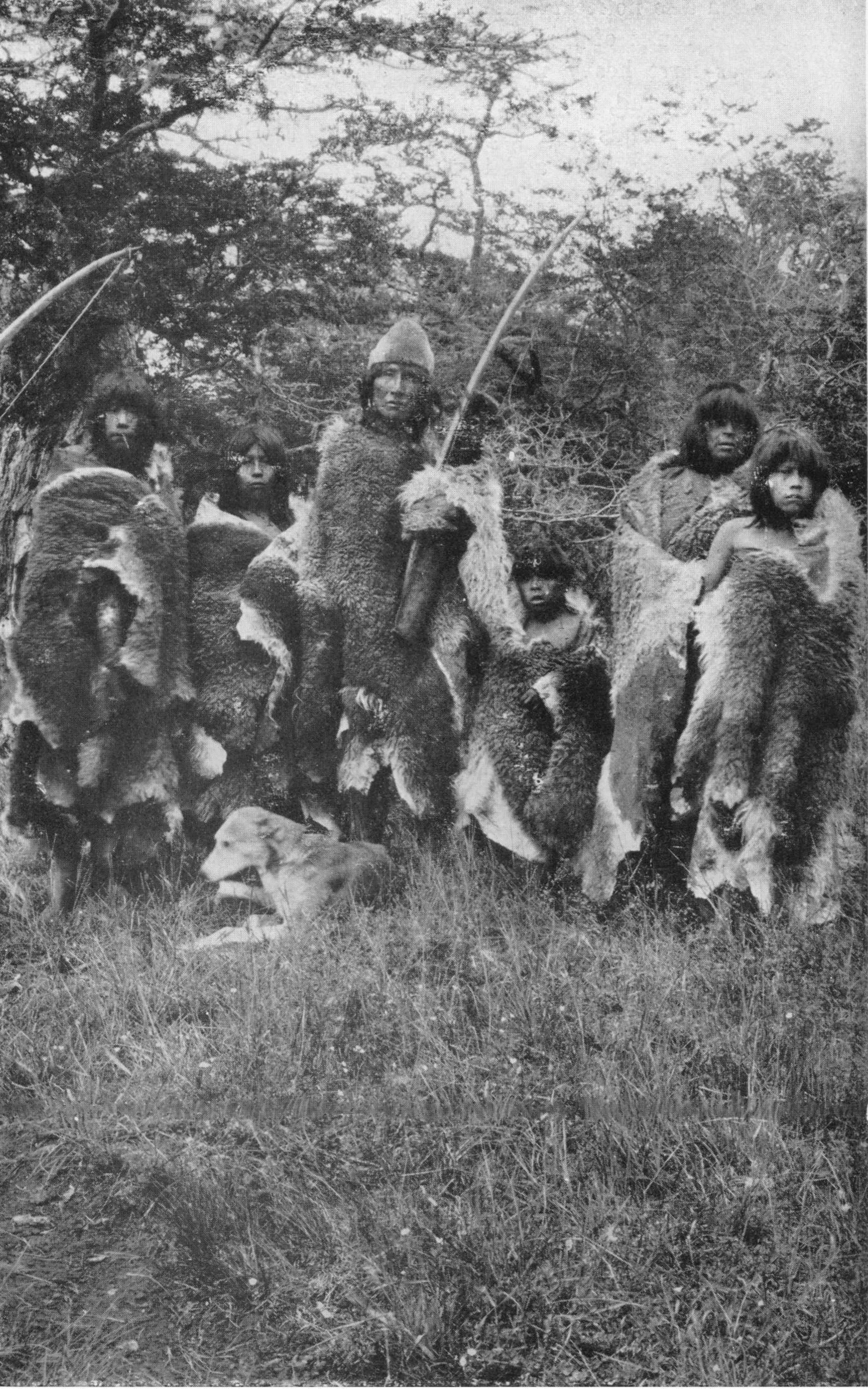
一個塞尔克南家族

塞尔克南人（Selk'nam），又名奧納人（Onawo、Ona），是分布於南美洲智利和阿根廷南部巴塔哥尼亞火地群島的原住民，其傳統族語塞尔克南語已絕滅。
在19世紀後期歐洲人因採金和牛羊養殖業的擴張而來到當地，成為最遲與西方人接觸的美洲原住民。他們被認為起源於南美洲大陸，數千年前，他們乘坐獨木舟通過麥哲倫海峽到達當地。他們過狩獵採集生活，但不同於雅加人，他們一般穿著少量衣物。
他們很少與歐洲人接觸，直到移民在19世紀末抵達。這些人在火地島上建立大牧場放牧羊群，剝奪他們的祖先狩獵區。而塞尔克南人因沒私人財產概念，經常以羊為獵物，與牧場主人衝突。牧場主人認為是偷獵，因此招募民兵追捕並殺死塞尔克南人，使他們幾乎消失。
據2001年阿根廷的人口普查，有391個塞尔克南人生活在火地島島上，其他114人生活在阿根廷的其他部分。